# Вигера, Борха
Борха Вигера Мансанарес (исп. Borja Viguera Manzanares; родился 26 марта 1987 года в Логроньо, Испания) — испанский футболист, нападающий.

## Клубная карьера
Вигера — воспитанник футбольной академии клуба «Реал Сосьедад». На протяжении трёх лет он выступал за резервную команду «Реал Сосьедад B». 15 сентября 2007 года в матче против «Лас-Пальмас» Борха дебютировал в Сегунде. В 2009 году он был переведён в первую команду. В 2010 году сансебастьянцы вышли в элиту. 29 августа в поединке против «Вильярреала» Вигера дебютировал в Ла Лиге. Из-за высокой конкуренции был вынужден отправиться в аренду в «Химнастик», а затем в «Альбасете».
Летом 2012 года Вигера перешёл в «Алавес». 25 августа в матче против «Баракальдо» он дебютировал за новую команду. 2 сентября в поединке против «Логроньес» Борха забил свой первый гол за «Алавес». Два сезона подряд Вигера был лучшим бомбардиром команды.
Летом 2014 года Борха подписал трёхлетний контракт с «Атлетик Бильбао». Сумма трансфера составила 1 млн евро. 30 августа в матче против «Леванте» он дебютировал за команду, заменив во втором тайме Ибай Гомеса. 5 ноября в поединке против португальского «Порту» Борха дебютировал в Лиге чемпионов. 21 ноября в матче против «Эспаньола» Вигера забил свой первый гол за «Атлетик».
Летом 2016 года после окончания контракта Борха подписал двухлетнее соглашение с хихонским «Спортингом». В матче против «Леганес» он дебютировал за новую команду. 4 ноября в поединке против «Малаги» Вигера забил свой первый гол за «Спортинг». По итогам сезона клуб вылетел в Сегунду, но он остался в команде. Летом 2018 года Вигера перешёл в «Нумансию». 25 августа в матче против «Кадиса» он дебютировал за новую команду. 13 октября в поединке против «Сарагосы» Борха забил свой первый гол за «Нумансию».

## Достижения
Индивидуальные
- Лучший бомбардир Сегунды (25 мячей) — 2013/2014